# Alvensleben-Jellinek-Ehrenmedaille
Die Alvensleben-Jellinek-Ehrensmedaille ist eine österreichische Auszeichnung für Personen, die sich um die Verbesserung der Sicherheit der Elektrizitätsanwendung verdient gemacht haben. Gestiftet wurde sie im Jahr 1997 von Gottfried Biegelmeier, dem Erfinder des Fehlerstromschutzschalters. Gewidmet hat sie Biegelmaier dem Deutschen Conrad Alvensleben sowie dem österreichischen Mediziner Stefan Jellinek, die sich ebenfalls um dieses Thema verdient machten.
Verliehen wird die Medaille unregelmäßig alle zwei bis drei Jahre von der Gemeinnützigen Privatstiftung Elektroschutz (ESF).

## Preisträger
- 1997 – Dieter Kieback (Deutschland), ehemaliger Leiter des Instituts zur Erforschung elektrischer Unfälle der Berufsgenossenschaft der Feinmechanik und Elektrotechnik, Köln
- 1999 – Björn Folcker (Schweden), ehemaliger Präsident der International Commission on Rules for the Approval of Electrical Equipment und der IECEE/CEE
- 2001 – Hermann Antoni (Deutschland), ehemaliger Leiter des Instituts für Physiologie Freiburg im Breisgau
- 2004 – Vito Carrescia (Italien), Technische Universität Turin
- 2007 – Walter Skuggevig (USA), Mitglied der Henry Merill Society
- 2011 – Siegfried Altmann, Hochschule für Technik, Wirtschaft und Kultur Leipzig
- 2014 – Gerhard Rabitsch, ehemaliger Leiter des Elektropathologischen Museums Wien
- 2017 – Josef Groiß, ehemaliger technischer Experte Netz Oberösterreich und ehemaliger Vorstand der ESF
- 2021 – Ernst Schmautzer, Alfred Mörx, Michael Koch[1]